# Richard Virenque
Pour les articles homonymes, voir Virenque (homonymie).
Richard Virenque est un coureur cycliste français, né le 19 novembre 1969 à Casablanca (Maroc), et actif de 1991 à 2004. Il est connu pour ses qualités de spécialiste de la montagne et de coureur charismatique, mais aussi pour son implication dans un scandale de dopage retentissant, l'affaire Festina, qui éclate en 1998.
Spécialiste du Tour de France, il a été un des plus jeunes porteurs du maillot jaune en 1992. Il est le coureur du Tour de France ayant remporté le plus de fois le maillot à pois du meilleur grimpeur, qu'il a endossé à 7 reprises (1994 à 1997, 1999, 2003 et 2004). Il a également remporté 7 étapes du Tour de France, qu'il a terminé deux fois sur le podium, en 1996 et 1997.

## Biographie

### Enfance et carrière amateur
Richard Virenque, né à Casablanca, est le deuxième des trois enfants de Jacques Virenque, cadre dans une usine de traitement du caoutchouc, et de Bérangère Virenque. En 1979, la famille s'installe à La Londe-les-Maures. Suivant son frère Lionel qui signe une licence au Vélo Sport Hyérois , Richard intègre à 13 ans cette équipe. Comme amateur, il court avec l'équipe du Mimosa Sprint Mandelieu et l'ASPTT Paris.

### 1991-1992: RMO: les débuts
Richard Virenque passe professionnel en 1991 dans l'équipe RMO. Marc Braillon, le président-directeur général de l'agence d'intérim RMO, a été séduit par son « punch » lors du championnat du monde amateur de 1990 à Utsunomiya au Japon et a imposé au directeur sportif de son équipe cycliste Bernard Vallet, guère convaincu par ses performances, de le recruter.
S'illustrant rapidement sur des terrains escarpés, il termine deux fois deuxième du Trophée des grimpeurs avant de prendre le départ de son premier Tour de France en 1992. Deuxième de la troisième étape, devancé par son compagnon d'échappée Javier Murguialday, il porte une journée le maillot jaune à 22 ans seulement, et termine deuxième du classement du meilleur grimpeur. À la suite de cette péripétie, le Tour de France et le maillot à pois conserveront une place particulière dans la carrière de Richard Virenque.

### 1993-1997: Festina: la consécration

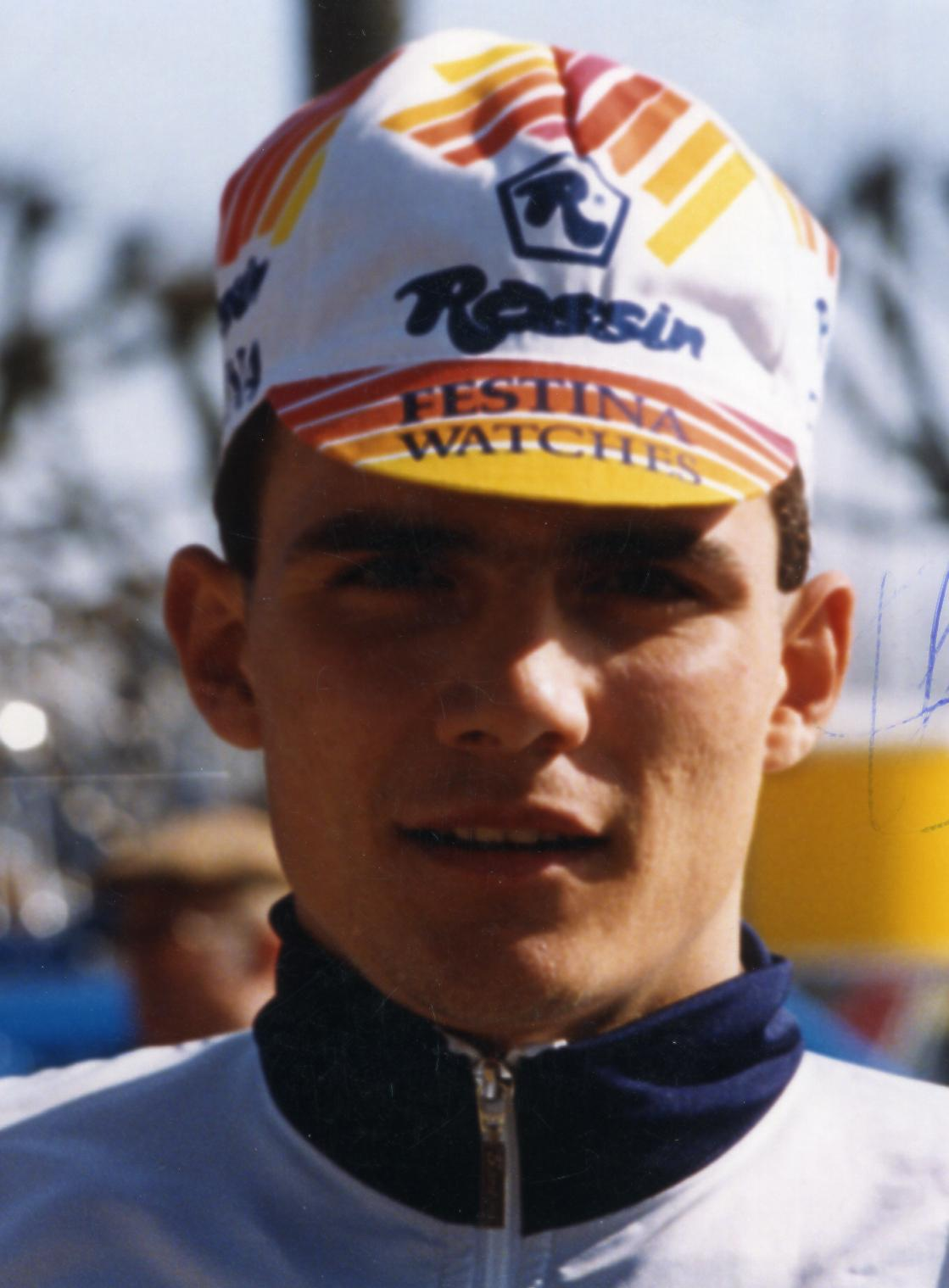
Richard Virenque lors de Paris-Nice 1993.

Continuant son apprentissage chez Festina, Virenque remporte en 1993 une étape du Tour du Limousin, qu'il termine deuxième, obtient la cinquième place du relevé Critérium du Dauphiné libéré, et termine 19e du Tour de France. 1994 est l'année de la confirmation pour Richard Virenque. Terminant sixième du Het Volk et du Critérium du Dauphiné libéré, vainqueur du Trophée des grimpeurs, il prouve dès avant le Tour qu'il peut briller sur tous les terrains. Au sein de l'équipe Festina, avec son coéquipier Luc Leblanc, Virenque anime le Tour de France. Vainqueur de la douzième étape à Luz-Ardiden après une longue échappée solitaire, il s'empare de la deuxième place du classement général derrière Miguel Indurain. Moins à l'aise dans les Alpes, Virenque termine cinquième du Tour et remporte le maillot à pois de meilleur grimpeur. La même année, Virenque termine deuxième du Grand Prix de Plouay et troisième du Championnat du monde remporté par son coéquipier Luc Leblanc. Il termine la saison avec 4 victoires.
La saison 1995 de Richard Virenque confirme le talent du coureur. Deuxième du Midi libre, deux fois vainqueur d'étape sur le Critérium du Dauphiné libéré, il ne pèse cependant pas réellement sur le déroulement du Tour de France, qu'il termine à la neuvième place. Il remporte cependant haut la main le maillot à pois pour la deuxième année consécutive, et s'impose le 18 juillet à Cauterets dans la dernière étape de montagne, au terme d'un nouveau raid solitaire, étape au cours de laquelle l'Italien Fabio Casartelli trouva la mort, à la suite d'une chute, dans la descente du col de Portet-d'Aspet. Après le Tour, il remporte la Polynormande et plusieurs critériums avant de s'aligner pour la première fois au départ du Tour d'Espagne qu'il termine à la cinquième place, devancé comme sur le Tour par son grand rival français, Laurent Jalabert, qui l'emporte. Virenque termine la saison douzième mondial au classement UCI.
La saison 1996 de Richard Virenque est à nouveau axée sur la préparation du Tour de France. Neuvième de Liège-Bastogne-Liège, troisième du Grand Prix du Midi libre, puis du Critérium du Dauphiné libéré, dont il remporte une nouvelle étape, Virenque compte parmi les principaux adversaires de Miguel Indurain, déjà cinq fois vainqueur. Septième après le passage des Alpes, il profite des Pyrénées pour distancer nombre de ses concurrents et monter sur le podium. Obtenant une surprenante septième place lors du contre-la-montre final à Saint-Émilion, il préserve sa troisième place au classement général face à son coéquipier Laurent Dufaux, et remporte un troisième maillot à pois. Cinquième de la course en ligne des Jeux Olympiques à Atlanta, auteur d'une échappée de 120 kilomètres reprise dans le dernier kilomètre de Paris-Tours, septième du Tour de Lombardie et vainqueur du Tour du Piémont, il termine la saison à la septième place au classement UCI.
En 1997, Virenque tient sa meilleure chance de victoire sur le Tour de France. Miguel Indurain retraité, ses deux principaux adversaires sont deux coureurs de la Telekom : le tenant du titre, Bjarne Riis, 33 ans, et son jeune coéquipier, deuxième surprise du Tour de France 1996, Jan Ullrich. Vainqueur du Grand Prix de la Marseillaise en début de saison, il se présente sur le Tour avec moins de références que les autres années. Il perd dès le prologue 40 précieuses secondes sur Jan Ullrich, plus en forme que jamais. Il distance Bjarne Riis dans la première étape des Pyrénées, mais est nettement battu le lendemain par Jan Ullrich dans l'ascension vers Andorre-Arcalis. Surprenant deuxième de la douzième étape contre-la-montre à Saint-Étienne, il aborde les Alpes en deuxième position, mais avec plus de 5 minutes de retard sur Ulrich. À plusieurs reprises, Virenque tente de distancer Ulrich, en particulier dans l'étape menant à Courchevel, qu'il remporte, mais en vain. Il termine deuxième du Tour de France 1997, avec plus de 9 minutes de retard, et remporte un quatrième maillot à pois.

### 1998: l'affaire Festina
En 1998, Virenque, vainqueur d'étape et sixième du Critérium du Dauphiné libéré, troisième du Championnat de France, se présente à nouveau en adversaire majeur de Jan Ullrich au départ du Tour.
Mais son équipe, Festina, est touchée par un scandale de dopage après l'arrestation du soigneur de l'équipe Willy Voet, en possession d'une grande quantité de produits dopants. Richard Virenque, mis en examen par le juge lillois Patrick Keil, est exclu du Tour avec toute l'équipe et nie s'être dopé intentionnellement. Les Guignols de l'info caricatureront sa défense en lui faisant dire qu'il s'était dopé « à l'insu de son plein gré ». Il publie alors Ma vérité. De son côté, Willy Voet explique que Virenque était parfaitement conscient de ce qu'il faisait, et avait même participé au trafic entre cyclistes professionnels.
En octobre 2000, au procès de l'équipe Festina, Richard Virenque nie dans un premier temps s'être dopé avant d'avouer les faits. Il écope alors d'une suspension sportive d'un an.

### 1999-2000: Polti: la suspicion
Virenque, qui n'a pas avoué s'être dopé, n'écope pas immédiatement d'une suspension sportive faute de preuves, à l'inverse de nombre de ses coéquipiers. Dans ce contexte tourmenté, il est engagé par l'équipe Polti, dont il devient le nouveau leader à la place de Luc Leblanc,. Il participe pour la première fois au Tour d'Italie, dont il prend la 14e place et remporte une étape. Très attendu par les suiveurs, il prend le départ du Tour de France. Il pèse peu sur la course, mais obtient tout de même la huitième place, et un cinquième maillot à pois.
En 2000, il termine sixième du Tour de Suisse, puis du Tour de France. Il remporte une nouvelle victoire d'étape, à Morzine. Sa saison est interrompue par ses aveux de dopage, qui lui valent une suspension sportive d'un an.

### 2001-2002: Domo-Farm Frites: le retour puis 2003-2004: Quick Step-Davitamon

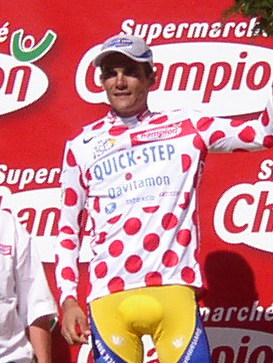
Alpe d'Huez Tour de France 2003.

Au mois d'octobre 2001, quelques jours après la fin de sa suspension, Virenque, le grimpeur, remporte avec panache la plus plate des classiques, Paris-Tours, prouvant son caractère offensif après un an d'absence. Sa quatrième place sur le Tour de Lombardie laisse également peu de doutes sur sa motivation.
Moins tranchant qu'au cours de la première partie de sa carrière, Virenque se concentre toujours sur le Tour de France. Il remporte deux nouveaux maillots à pois, en 2003 et 2004 rejoignant, puis dépassant, Lucien Van Impe et Federico Bahamontes au palmarès, avec 7 victoires. Il remporte également trois nouvelles étapes du Tour, au terme de trois nouveaux raids au long cours. En 2002, il l'emporte échappé au sommet du célèbre mont Ventoux. En 2003, s'échappant dans la première étape de montagne, il l'emporte à Morzine pour la deuxième fois, et porte pendant une journée le maillot jaune, 12 ans après le premier. Enfin, en 2004, il remporte en solitaire à Saint-Flour sa septième et dernière étape du Tour de France. À cette occasion, il est le dix-huitième cycliste du tour de France à avoir gagné plusieurs étapes sur une période de dix ans ou plus. Virenque termine dans les vingt premiers du Tour lors de ses trois dernières participations, et prend sa retraite sportive à la fin de la saison 2004.

### L'après-cyclisme

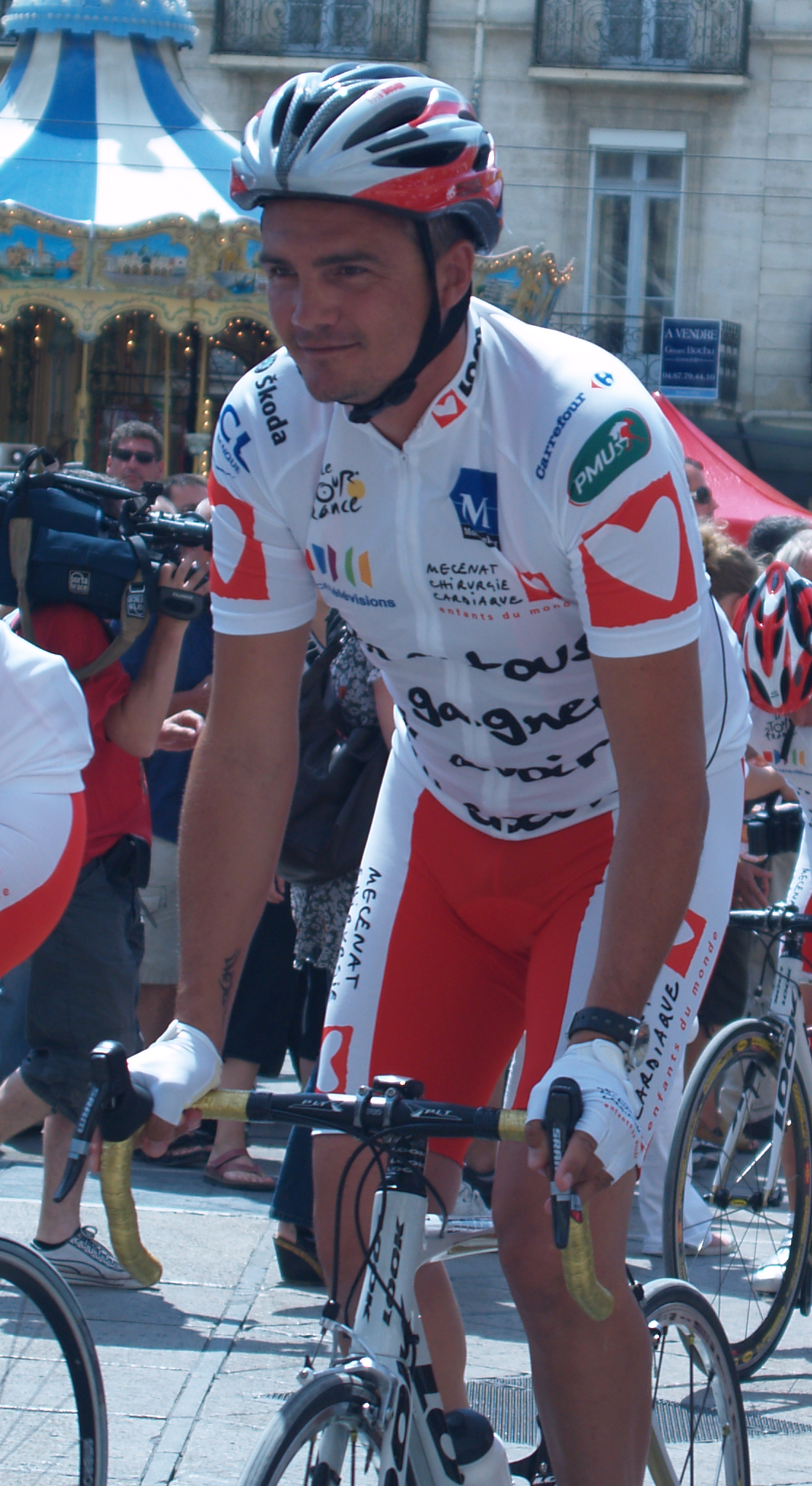
Durant l'opération « On a tous un cœur » durant le Tour de France 2009 à Montpellier.

De 2005 à 2018, Virenque officie comme consultant de la chaîne Eurosport, aux côtés de Jacky Durand, Jean-François Bernard et du journaliste Patrick Chassé ou encore Alexandre Pasteur.
Lors des 24 Heures de Spa 2005, il pilote une Dodge Viper GTS-R du Force One Racing. Quinzième sur la ligne de départ, il termine la course à la douzième place du classement général et deuxième de la catégorie G2.
En avril 2006, il participe et remporte la première place à l'émission de télé-réalité Je suis une célébrité, sortez-moi de là ! sur TF1.
Le 11 août 2006, l'ancien champion cycliste est admis à l'hôpital de Moûtiers puis transféré au CHU de Grenoble après une grave chute survenue lors d'une courte épreuve chronométrée individuelle de six kilomètres à Méribel organisée dans le cadre de l'Alpes Open Tour, une épreuve cyclosportive de cinq jours sur des parcours de haute montagne. Il souffrait d'une fracture du nez, d'une fracture ouverte au front et de plaies sur le visage, on lui a fait 32 points de suture. Il ne portait pas de casque lors de ce contre-la-montre, ce qui l'aurait sauvé, la fracture du crâne permettant d'éviter une compression du cerveau.
Le 8 janvier 2008, Richard Virenque annonce son divorce à l'amiable avec sa femme Stéphanie avec qui il s'est marié en 1997, le couple ayant eu deux enfants, Clara et Dario. Il vit depuis 2012 avec Marie-Laure, avec qui il a un fils, Eden, né en novembre 2014.
En 2009, il sponsorise les vélos électriques Richard Virenque by Hilltecks bike.
Il est également consultant pour la station de radio Europe 1 depuis 2011. Il officie durant le Tour de France dans l'émission Le Club tour tous les soirs tout au long de l'épreuve. De plus, il intervient de temps à autre dans l'émission Europe 1 Sport, essentiellement lors des grandes épreuves.
Fin 2013, il participe à la première saison de l'émission d'M6 Ice Show.
Après avoir associé son nom à V7, marque de boisson énergétique, et s'être investi dans la promotion immobilière sur Lyon, il est depuis 2012 « ambassadeur monde des montres Festina par le biais de salons, inaugurations de magasins, séances de dédicaces ». Il rachète en 2014 la marque de cycle CKT qui devient CKT by Virenque.
En janvier 2021, le tribunal administratif de Toulon suspend le permis de construire d'un projet immobilier porté par une société lui appartenant. Le projet implique la création d'un hôtel de luxe sur une surface de plancher de 7 000 m2 à Carqueiranne. La justice a relevé « pas moins de six infractions potentielles au Code de l'Urbanisme, liées à la protection de l'environnement et aux règles du domaine public maritime sur lequel le projet prévoit de réaliser des constructions ».

## Popularité
Durant sa carrière, Richard Virenque a été l'un des coureurs les plus en vue dans le cyclisme français, en raison de ses victoires d'étape et de ses résultats sur le Tour de France, mais aussi de la manière dont il les obtenait : coureur plein de panache, il se lançait dans de longues échappées, consentant des efforts importants pour un succès incertain. Son premier fait d'armes sur le Tour de France eut lieu le 6 juillet 1992, lorsqu'il termine deuxième de la troisième étape du Tour de France et endosse le maillot jaune, à l'âge de 22 ans, pour sa première participation. Il le perdra le lendemain, mais ce fut le début de son histoire d'amour avec le Tour de France.
L'image de Virenque oscille entre celle d'un grand grimpeur et celle d'un symbole du dopage dans le cyclisme. Pour ses supporters, il est un bouc-émissaire de la lutte contre le dopage, généralisé dans le sport de haut niveau depuis bien longtemps. Il en fut, en tout cas, le révélateur. C'est moins son implication dans l'affaire Festina que sa persistance à nier l'évidence (contrairement à Laurent Brochard par exemple), qui lui a valu de se retrouver au centre de la polémique.

## Palmarès

### Palmarès amateur
| - 1987 - Tour PACA juniors - 1988 - Grand Prix de Cannes amateurs - 2e du Grand Prix de Peymeinade - 1989 - 2e de Paris-Mantes | - 1990 - Circuit de la Vallée du Bédat - 1re étape de la Route de France - 2e étape des Boucles Rocquevairoises - 1re étape du Tour Nivernais Morvan - 8e du championnat du monde sur route amateurs |  |

### Palmarès professionnel
- 1991
  - 2e du Trophée des grimpeurs
- 1992
  - 2e du Trophée des grimpeurs
- 1993
  - 1re étape du Tour du Limousin
  - 2e du Tour du Limousin
  - 5e du Critérium du Dauphiné libéré
- 1994
  - Trophée des grimpeurs
  - 2e étape de la Route du Sud
  - Tour de France :
    -  Classement de la montagne
    - 12e étape

  - 2e de la Route du Sud
  - 2e du Grand Prix de Plouay
  - 2e de la Coupe de France de cyclisme
  -  Médaillé de bronze du championnat du monde sur route
  - 5e de la Classique des Alpes
  - 5e du Tour de France
  - 6e du Critérium du Dauphiné libéré
  - 9e de l'Amstel Gold Race
- 1995
  - 4e et 6e étapes du Critérium du Dauphiné libéré
  - Tour de France :
    -  Classement de la montagne
    - 15e étape

  - 2e du Grand Prix du Midi libre
  - 2e de la Coupe de France de cyclisme
  - 3e de la Classique des Alpes
  - 3e du Trophée des grimpeurs
  - 4e du Critérium du Dauphiné libéré
  - 5e du Tour d'Espagne
  - 6e du championnat du monde sur route
  - 9e du Tour de France
- 1996
  - Tour du Piémont
  - 4e étape du Critérium du Dauphiné libéré
  - Tour de France :
    -  Classement de la montagne
    -  Prix de la combativité

  - 3e du Tour de France
  - 3e du Critérium du Dauphiné libéré
  - 3e du Grand Prix du Midi libre
  - 3e de la Coppa Placci
  - 4e de la Classique de Saint-Sébastien
  - 4e de la Classique des Alpes
  - 5e de la course en ligne des Jeux olympiques
  - 5e du championnat du monde sur route
  - 7e du Tour de Lombardie
  - 8e de Liège-Bastogne-Liège
- 1997
  - Grand Prix d'ouverture La Marseillaise
  - Tour de France :
    -  Classement de la montagne
    -  Prix de la combativité
    - 14e étape

  - 2eb étape du Tour méditerranéen (contre-la-montre par équipes)
  - 2e du Tour de France
  - 2e du Tour du Haut-Var
  - 3e de la Coupe de France de cyclisme
  - 5e du Grand Prix de Suisse
  - 9e de la Classique de Saint-Sébastien
  - 10e de la Flèche wallonne
- 1998
  - 6e étape du Critérium du Dauphiné libéré
  - 2e du Grand Prix d'ouverture La Marseillaise
  - 3e du championnat de France sur route
  - 3e du Tour méditerranéen
  - 3e du Grand Prix du Midi libre
  - 6e du Critérium du Dauphiné libéré
  - 10e de la Classique des Alpes
- 1999
  - 13e étape du Tour d'Italie
  -  Classement de la montagne du Tour de France
  - 8e du Tour de France
- 2000
  - 16e étape du Tour de France
  - 6e du Tour de France
  - 6e du Tour de Suisse
- 2001
  - Paris-Tours
  - 4e du Tour de Lombardie
- 2002
  - 14e étape du Tour de France
  - 2e du Tour de l'Ain
  - 3e du Tour de la province de Lucques
  - 9e du Critérium du Dauphiné libéré
- 2003
  - Tour de France :
    -  Classement de la montagne
    - 7e étape

  - 2e du championnat de France sur route
- 2004
  - Tour de France :
    -  Classement de la montagne
    -  Prix de la combativité
    - 10e étape

## Résultats dans les grands tours

### Tour de France
- 12 participations

Richard Virenque fait partie des coureurs ayant remporté au moins deux étapes du Tour de France sur plus de dix années.
- 1992 : 25e,  maillot jaune pendant 1 jour
- 1993 : 19e
- 1994 : 5e,  vainqueur du classement de la montagne, vainqueur de la 12e étape
- 1995 : 9e,  vainqueur du classement de la montagne, vainqueur de la 15e étape
- 1996 : 3e,  vainqueur du classement de la montagne,  vainqueur du prix de la combativité
- 1997 : 2e,  vainqueur du classement de la montagne,  vainqueur du prix de la combativité, vainqueur de la 14e étape
- 1998 : exclu à la 7e étape avec l'ensemble des coureurs de l'équipe Festina
- 1999 : 8e,  vainqueur du classement de la montagne
- 2000 : 6e, vainqueur de la 16e étape
- 2002 : 16e, vainqueur de la 14e étape
- 2003 : 16e,  vainqueur du classement de la montagne, vainqueur de la 7e étape,  maillot jaune pendant 1 jour
- 2004 : 15e,  vainqueur du classement de la montagne,  vainqueur du prix de la combativité, vainqueur de la 10e étape

### Tour d'Italie
1 participation
- 1999 : 14e, vainqueur de la 13e étape

### Tour d'Espagne
5 participations
- 1995 : 5e
- 1998 : 11e
- 2000 : 16e
- 2001 : 24e
- 2003 : disqualifié (9e étape)

## Résultats dans les championnats

### Championnats du monde professionnels

#### Course en ligne
- Agrigente 1994 : 3e
- Duitama 1995 : 6e
- Lugano 1996 : 5e

#### Ouvrages coécrits par Richard Virenque
- Richard Virenque, avec Guy Caput et Christian Eclimont, Ma vérité, Éditions du Rocher, Monaco, 1999, 220 p.  (ISBN 2268033058)
- Richard Virenque et Jean-Paul Vespini, Plus fort qu'avant, Robert Laffont, 2002, 317 p.  (ISBN 2221097408)
- Richard Virenque et Patrick Louis, Richard Virenque cœur de grimpeur. Mes plus belles étapes, Privat, 2006, 107 p.  (ISBN 2708958399)

#### Ouvrages sur Richard Virenque
- Guillaume Rebière, Richard Virenque, Calmann-Lévy, Paris, 1997, 96 p.  (ISBN 2702128130)
- Willy Voet, Massacre à la chaîne, J'ai lu, Paris, 1999, 220 p.  (ISBN 2290300624)